# Pedro Aunario
Pedro Aunario (Manila, 29 de junio de 1878 -27 de enero de 1945) fue un escritor y periodista filipino y receptor del premio Zóbel en 1934. Se le considera el padre del periodismo filipino.
Tuvo un hijo: Norberto Pedro Aunario

## Biografía
Aunario estudió en el Ateneo de Manila, y entonces ya comenzó a trabajar en el periódico La Patria. Posteriormente escribió para La Fraternidad, La Democracia y El Renacimiento. Fue el editor de La Vanguardia.
También contribuyó en revistas como Renacimiento Filipino, Cultura Filipina, The Citizen, Philippine Review y otras.
En 1928 fue uno de los fundadores de la Sociedad Hispano-Filipina.
Una de las calles de la Universidad de Filipinas lleva su nombre.

## Premios
- 1934 Premio Zobel por su obra En el yunque cotidiano[3][4][5]